# Birthright: The Gorgon's Alliance
Birthright: The Gorgon's Alliance est un jeu vidéo de stratégie au tour par tour développé par Synergistic Software pour Sierra On-Line et sorti sur PC en 1996. Il est basé sur les règles du jeu de rôle Advanced Dungeons & Dragons.
Birthright: The Gorgon's Alliance est le premier jeu à prendre place dans l'univers de Birthright, créé en 1995 pour TSR. Jamais traduit en français, ce décor de campagne permet aux personnages-joueurs d'incarner des dirigeants et des rois dès le début de leur carrière et propose donc des règles de gestion d'un domaine.

## Système de jeu
Le joueur incarne le régent d'une nation sur le continent de Cerilia. L'objectif du jeu est d'en faire la plus puissante, objectif partagé par des régents concurrents.
Pour accomplir ses objectifs le joueur dispose d'un multitude d'options. Elles incluent la guerre, la diplomatie et la magie mais également la manipulation de guildes et de temples et la mise en place de routes commerciales. Toutes ces actions se déroulent au tour par tour sur la carte du monde à l'exception des phases d'aventures qui sont en 3D temps-réel et se rapprochent d'un jeu vidéo de rôle.
Le moteur graphique du jeu est proche de celui de Doom et mélange des éléments 2D, des sprites, avec des éléments 3D. Les avatars existent en trois résolution différente qui sont choisies de manière transparente en fonction de leur distance et de la mémoire disponible.

## Accueil
| Birthright            |      |       |
| Média                 | Pays | Notes |
| Computer Gaming World | US   | 3/5   |
| Cyber Stratège        | FR   | 3.5/5 |
| GameSpot              | US   | 77 %  |
| Gen4                  | FR   | 2/6   |
| Joystick              | FR   | 80 %  |

Dès sa sortie Birthright: The Gorgon's Alliance souffre d'une mauvaise réputation en raison de ses phases de stratégie incompréhensible et de ses phases d'aventure répétitives. GameSpy, dans son  History of D&D Video Games qualifie Birthright de jeu confus, ennuyeux et compliqué. Finalement, seuls 40 000 exemplaires du titre sont vendus.